# Фехтування на літніх Олімпійських іграх 1984
Олімпійський турнір з фехтування 1984 року пройшов у рамках XXIII Олімпійських ігор у Лос-Анджелесі, США, з 1 по 11 серпня 1984 року.

## Медальний залік
| Місце | Країна        | Золото | Срібло | Бронза | Загалом |
| ----- | ------------- | ------ | ------ | ------ | ------- |
| 1     | Італія (ITA)  | 3      | 1      | 3      | 7       |
| 2     | ФРН (FRG)     | 2      | 3      | 0      | 5       |
| 3     | Франція (FRA) | 2      | 2      | 3      | 7       |
| 4     | Китай (CHN)   | 1      | 0      | 0      | 1       |
| 5     | Румунія (ROU) | 0      | 1      | 1      | 2       |
| 6     | Швеція (SWE)  | 0      | 1      | 0      | 1       |
| 7     | США (USA)     | 0      | 0      | 1      | 1       |

## Медалісти
Чоловіки
| Змагання                  | Золото | Срібло                                                                                     | Бронза                                                                                   |
| ------------------------- | --- | ------------------------------------------------------------------------------------------ | ---------------------------------------------------------------------------------------- |
| Шпага, особиста першість  | Філіпп Буасс · Франція (FRA)                                                                               | Бйорне Вегґйо · Швеція (SWE)                                                               | Філіпп Рібу · Франція (FRA)                                                              |
| Шпага, командна першість  | Західна Німеччина · Ельмар Боррманн · Фолькер Фішер · Герхард Хеер · Рафаель Нікель · Александер Пуш       | Франція · Філіпп Буасс · Жан-Мішель Анрі · Олів'є Лангле · Філіпп Рібу · Мішель Салесс     | Італія · Стефано Беллоне · Сандро Куомо · Козімо Ферро · Роберто Манці · Анджело Маццоні |
| Рапіра, особиста першість | Мауро Нума · Італія (ITA)                                                                                  | Маттіас Бер · ФРН (FRG)                                                                    | Стефано Черіоні · Італія (ITA)                                                           |
| Рапіра, командна першість | Італія · Мауро Нума · Андреа Борелла · Стефано Черіоні · Анджело Скурі · Андреа Чіпресса                   | Західна Німеччина · Маттіас Бер · Маттіас Гей · Гаральд Хейн · Франк Бек · Клаус Райхерт   | Франція · Філіпп Омнес · Патрік Грок · Фредерік П'єтрушка · Паскаль Жольо · Марк Сербоні |
| Шабля, особиста першість  | Жан-Франсуа Ламур · Франція (FRA)                                                                          | Марко Марін · Італія (ITA)                                                                 | Пітер Вестбрук · США (USA)                                                               |
| Шабля, командна першість  | Італія · Марко Марін · Джанфранко Далла Барба · Джованні Скальцо · Фердінандо Мегліо · Анджело Арчідіаконо | Франція · Жан-Франсуа Ламур · П'єр Гішо · Ерве Гранже-Вейрон · Філіпп Дельріє · Франк Дюше | Румунія · Марін Мустаце · Йоан Поп · Александру Кікуліце · Корнел Марін · Вілмош Сабо    |

Жінки
| Змагання                  | Золото | Срібло                                                                                            | Бронза                                                                                      |
| ------------------------- | --- | ------------------------------------------------------------------------------------------------- | ------------------------------------------------------------------------------------------- |
| Рапіра, особиста першість | Луань Цзюйцзе · Китай (CHN)                                                                                        | Корнелія Ганіш · ФРН (FRG)                                                                        | Доріна Ваккароні · Італія (ITA)                                                             |
| Рапіра, командна першість | Західна Німеччина · Уте Кірхайс-Вессель · Крістіане Вебер · Корнелія Ганіш · Сабіна Бішофф · Ціта-Єва Функенгаузер | Румунія · Аврора Дан · Моніка Вебер-Косто · Розалія Орос · Марчела Молдаван-Жак · Елізабета Туфан | Франція · Лоранс Моден · Паскаль Тренке · Бріжит Латріль-Годен · Веронік Брук'є · Анн Мегре |